# شريط سمعي
عليبة أو حافظة الشريط (بالإنجليزية: Compact Cassette، اختصاراً CC)‏ هو شريط مغناطيسي يوضع داخل غلاف بلاستيكي يتم وضعه في أجهزة تسجيل خاصة لسماع الأصوات. يعود تاريخه إلى عام 1960 و1961، في نهاية شهر أغسطس عام 1963 قامت الشركة الهولندية فيليبس لأول مرة بعرض شريط كاسيت سمعي. يقوم جهاز التسجيل بتحويل الموجات الصوتية بواسطة الميكروفون إلى موجات كهربائية وتسجيلها بعد تضخيمها على الشريط المغناطيسي. بعد ذلك يمكن سماع التسجيلات الصوتية من الجهاز حيث يعيد الجهاز الإشارات الكهربائية المسجلة على شريط الكاسيت إلى موجات صوتية في مكبر الصوت. يعد شريط الكاسيت من أكثر الصيغ انتشاراً في سوق الموسيقى العربية وقد بدأ "[CD]" (القرص المدمج) يطغى على الكاسيت في الآونة الأخيرة.
وهناك العديد من أنواع الأشرطة السمعية (الكاسيت) النوع 1 العادي من ذرات الحديد (ferro) والنوع الثاني ثاني أكسيد الكروم (cro2) والنوع الثالث (FeCr) مزدوج الطلاء حديدي وكروم في الطبقة العليا والنوع الرابع (metal) المعدني من ذرات الخليط المعدني مثل نترات الفضة ولهذا النوع قدرة عالية في الاحتفاظ بالمغنطة وتسجيل تفاصيل الصوت الدقيقة
- كاسيت تعني علبة أو صندوق وهي فرنسية الأصل، تستعمل اختصاراً للكاسيت الموسيقي الذي يُسمع عن طريق وضعه في جهاز تسجيل فتصدر من جهاز التسجيل الموسيقى والأغاني المسجلة على شريط الكاسيت. كما يمكن تسجيل الأصوات والموسيقى على الكاسيت الموسيقى بطريقتين، إما باستعمال ميكروفون يوصل بجهاز التسجيل، وبهذه الطريقة يمكن تسجيل أصواتنا وأصوات الموجودين معنا، أو الطريقة الثانية بطريق استخدام كابل يوصل بين جهاز التسجيل والراديو، وبذلك يمكن تسجيل برامج من الإذاعة مباشرة أو أغاني نحبها.
- وفي السنوات القليلة الماضية ظهرت أنواع من أجهزة التسجيل على الكاسيت الموسيقي تحتوي على خانتين لعدد 2 كاسيت. ويمكن بواسطة تلك الأجهزة تسجيل الأغاني من كاسيت موسيقى إلى كاسيت موسيقى فارغ.
- وينطبق اسم الكاسيت أيضاً على 'Video Cassette'. ويسمى كاسيت الفيديو. ويستعمل كاسيت الفيديو لتسجيلات من التلفزيون إلى الكاسيت بمساعدة جهاز تسجيل فيديو الذي يقوم بتسجيل الصورة والصوت أيضاً على شريط مغناطيسي.